# 鯉川筋
鯉川筋（こいかわすじ）は、神戸市中央区にある、三宮・元町地区の主要道路。

## 地理
鯉川の暗渠の上に建設されたためにこの名前が付けられた。南端に米国領事館があったことから、大丸前交差点以南は旧居留地の西の境界でメリケンロードとも呼ばれる。
東側のトアロードとの間にあるトアウェスト部分は若者の街になっていて比較的新しい店舗ができている。南部は繁華街となっており、元町商店街の入り口と大丸神戸店の正面の三宮中央通と花時計線との交点がスクランブル交差点になっている。さらに中華街である南京町の入り口の長安門が通りに面している。12月の神戸ルミナリエ開催時には入場口が設けられる。

## 沿線の主な施設

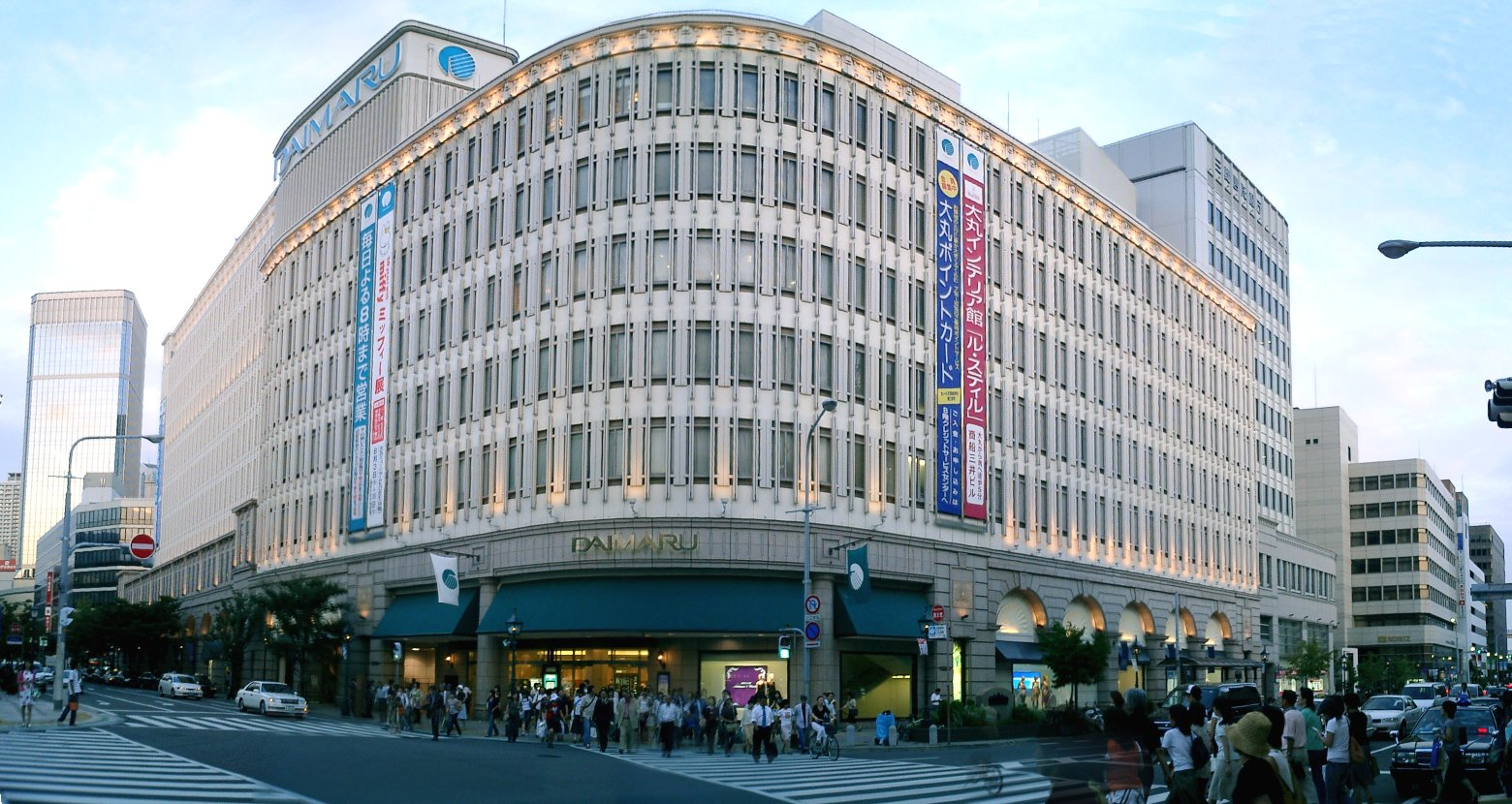
大丸神戸店

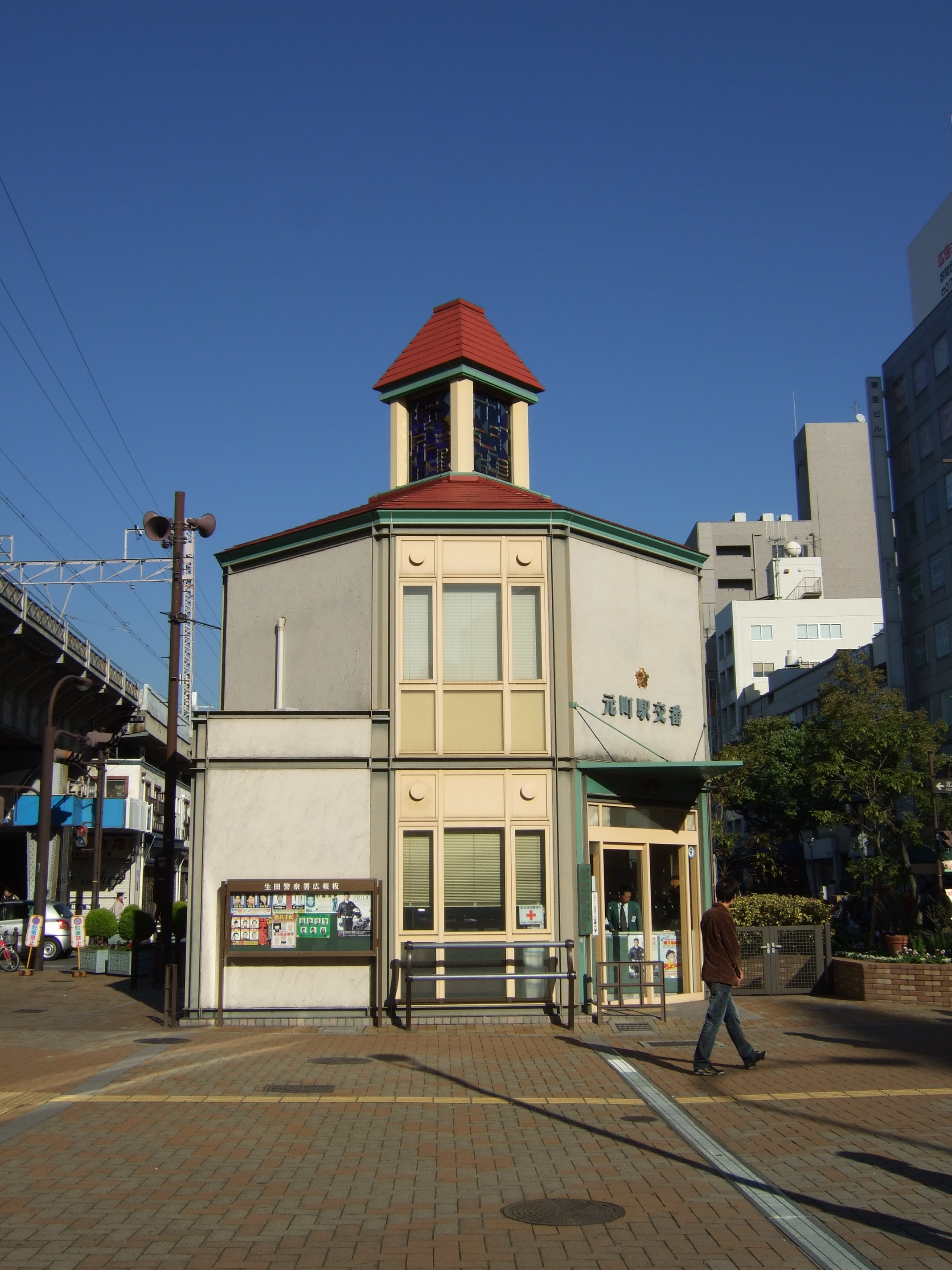
元町駅交番

- メリケンパーク
  - メリケン波止場
- 南京町
- 大丸神戸店
- 元町商店街
- 元町駅交番：ブラジルをイメージしている。
- 三宮センター街

## 接続路
- 国道2号（海岸通）
- 前町通
- 栄町通
- 仲町通:旧居留地方面。ルミナリエが行われる。
- 元町通
- 花時計線:フラワーロード・花時計方面
- 三宮中央通 :フラワーロード・神戸国際会館方面
- サンセット通り:三宮駅方面
- 生田新道
- 中山手通

## 交通
- 西日本旅客鉄道（JR西日本）
- 阪神電気鉄道 - 元町駅
- 神戸市営地下鉄海岸線 - 旧居留地・大丸前駅